# 施照子
施照子（1909年3月30日—2001年12月9日），本名清水照子，日本京都市下京區人，至臺灣嫁給愛愛院創辦人施乾，延續丈夫幫助乞丐的遺願。

## 生平
1910年，清水照子生於日本京都市下京區一家紙商家庭，四名姊妹中排行最長，從小在傭人照顧、親炙祇園祭、稻荷祭的古都生活中成長。
清水照子自京都府立第二高等女学校（今京都府立朱雀高等学校）畢業後，學習茶道、花道等新娘技藝，等待父親招贅。當時，她看到菊池寬等人讚揚施乾的文章大為感動。恰巧鄰居施秀鳳就是施乾的堂妹，便居中撮合，兩人互通書信，最後論及婚嫁。當時施乾喪偶不久，和元配謝惜養育二位女兒，但清水照子不顧雙親反對，1933年在賀茂神社和施乾結婚，從神戶港啟程至臺灣當天，未見親人送行。

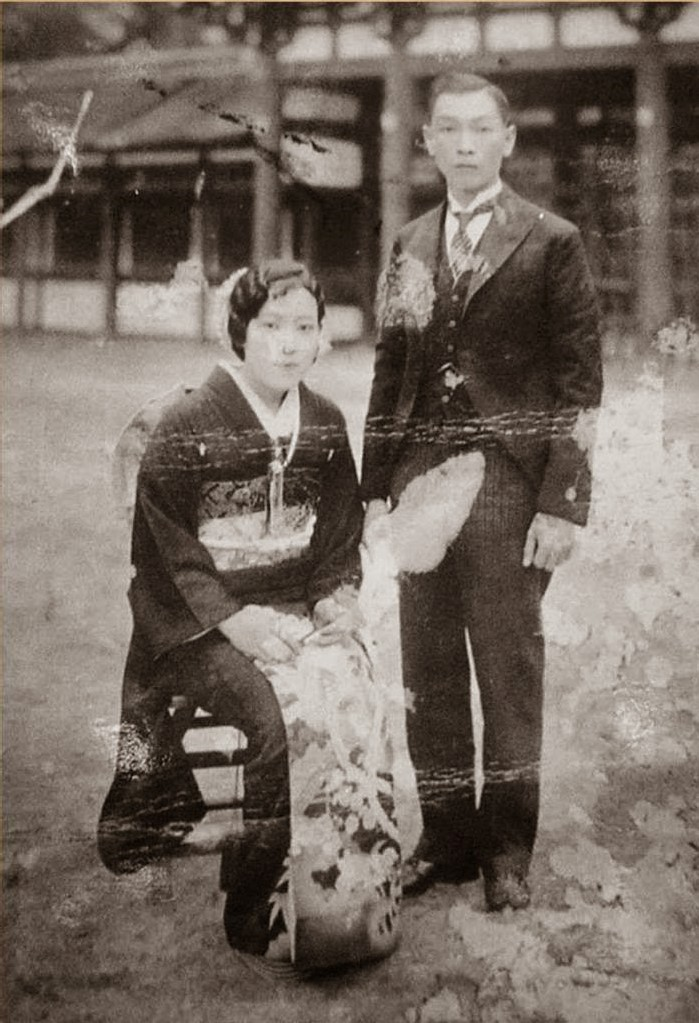
結婚照

剛來臺後，清水照子與丈夫一同在院所種菜、養豬、編竹器、裁縫等農事和手工，初期她因感須和貧病交迫的院民生活一起，惶恐不安，常去附近的臺灣製糖株式會社找日籍員工談天，以解鄉愁。因結婚前，施乾在信中描寫乞丐們會一起穿制服打棒球，讓她想像這些乞丐是乾淨整齊，沒想到根本不是這樣。不久，她就罹患阿米巴性下痢，持續便血一周，後來服用鴉片煙屑拌蜂蜜的偏方才告痊癒。
清水照子除照顧丈夫與前妻所生的施明月、施美代兩女，另生有施敏娜、施香、施愛鄉、施武靖三女一子。1939年，爆發太平洋戰爭，時局緊張，物質匱乏，她只好典當訂婚白金戒指、和服等，用來換取糧食。丈夫因積勞成疾於1944年8月過世，她便尋求精神寄託信仰基督，會帶領院民作早禱。二女兒施美代回憶，母親在父親過世後，原本考慮回日本，但不忍一百多個院民重新淪為乞丐，留下來繼續志業。1945年，她歸化為中華民國國民，改名為「施照子」。1946年，臺灣物價飛漲，6月9日她與許乃昌等人臺北龍山寺召開會議，希望外界作經濟幫助。次年，她目睹了二二八事件，但不願回想談論。管理初期，她面臨了院內的乞丐會前往路祭要求喪家金錢的管理問題，只好請喪主遇有類似情事者，先通知該院，以便派員取締。之前她丈夫會四處抓乞丐強制入院，輔導訓練才能出院，所以喪家會插愛愛院旗幟，以嚇乞丐討錢。她也派遣院民協助台北市衛生大隊打掃街道及其他有關清潔衛生的工作。院方的經濟收入主要依靠她訓練院民自力更生以及美援才漸漸解除危機。
愛愛院的異國婚姻除了施乾夫婦外，清水照子親戚島敏恭也娶了施乾的養孫女謝伶姜為妻。原來島敏恭至臺灣探視清水照子時，由謝伶姜充當導遊，沒想到就這樣撮合一段姻緣。
在院民眼中，施院長的印象都是待人和善，很有愛心，常常主動巡視，關心狀況。記者還會稱讚她有著大和撫子的溫柔、忍耐的天性。1954年3月8日，她獲得模範婦女表揚。不過，她會訓戒子孫「以後不要嫁到語言不通的地方」，原來子孫輩沒人能用日語與她溝通。
愛愛院收容的對象隨著時代改變，從原來的乞丐，逐漸變為孤苦無依的老人、婦女及幼兒。如王貫英生前住的最後住所就是此院。1960年，還發生院童黃祥興與母親重敘天倫的事件。當愛愛院從一層木造房子，現在變成三至五層樓房，她很激動感嘆，也覺得對得起施乾。記者張蒼松問她究竟甚麼力量支撐長年她濟弱扶貧，得到的回答是「愛情」。
1995年11月19日，施照子赴淡水國小參加丈夫石雕像的揭幕典禮。行事十分低調的她，多從不出席領獎，唯一一次例外是2000年國際扶輪第三五二○地區第一分區主辦的資深職業婦女成就獎。她曾對記者董智森講，她五十年來的日子都一樣，沒什麼可寫的。2001年11月，兒子施武靖接下母親的院長職務。
2001年12月9日，有「台灣乞丐之母」之稱的施照子過世。同月24日，總統陳水扁明令褒揚。子孫整理遺物時，意外發現施照子在五斗櫃偷藏一張日本男人相片，為她當年的未婚夫、京都銀行家的富家子，當時猛烈追求卻未獲芳心。